# 山本幸子 (国際公務員)
山本 幸子（やまもと さちこ）は、日本出身の国際公務員。国際連合法務局主席法律担当官や、バーゼル条約事務局長、国際労働機関アジア太平洋地域総局長等を歴任した。

## 人物・経歴
カリフォルニア大学卒業。国際基督教大学行政研究大学院修了。ケンブリッジ大学国際法博士。移動性野生動物種の保全に関する条約事務局長、国際連合法務局上級法律担当官、国際連合カンボジア暫定統治機構次席法律顧問等を経て、1997年国際連合法務局主席法律担当官。2001年バーゼル条約事務局長。2007年国際労働機関アジア太平洋地域総局長。